# Röyttä
Röyttä este o arie protejată (arie specială de conservare — SAC, sit de importanță comunitară — SCI) din Finlanda întinsă pe o suprafață de 58,3 ha, integral pe uscat.

## Localizare
Centrul sitului Röyttä este situat la coordonatele 65°16′44″N 25°12′24″E / 65.2789°N 25.2067°E.

## Înființare
Situl Röyttä a fost declarat sit de importanță comunitară în mai 2002 pentru a proteja 2 specii de plante. Situl a fost protejat și ca arie specială de conservare în aprilie 2015.

## Biodiversitate
Situată în ecoregiunea boreală, aria protejată conține 11 habitate naturale: Lagune de coastă, Pășuni de coastă din Baltica boreală, Litoraluri nisipoase din Baltica boreală cu vegetație perenă, Pajiști fino-scandinave uscate până la mezice, bogate în specii de altitudine mică, Mlaștini turboase de tranziție și turbării mișcătoare, Păduri fino-scandinave bogate în ierburi cu Picea abies, Păduri caducifoliate de mlaștină fino-scandinave, Vegetație perenă pe țărmurile stâncoase, Vegetație anuală la limita mareei, Insulițe și insule mici din Baltica boreală, Păduri naturale în etape succesive primare ale suprafețelor emergente de coastă.
La baza desemnării sitului se află mai multe specii protejate de  plante (2): Alisma wahlenbergii, Primula nutans.
Pe lângă speciile protejate, pe teritoriul sitului au mai fost identificate 1 specie de plante.